# Tytila

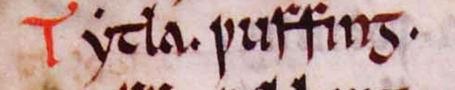
Zdjęcie fragmentu średniowiecznego manuskryptu z imieniem Tylila

Tytila (także Tyttla, Tytla, Tytilus lub Tydil, ur. w VI wieku, zm. ok. 600) – władca anglosaskiego królestwa Anglii Wschodniej na przełomie VI i VIII wieku.
Tytila był władcą na wpół legendarnym, podobnie jak jego przodkowie. Należał do dynastii Wuffingów, zapoczątkowanej przez jego ojca, Wuffę. Imię Tytila wymieniają stosunkowo liczne zachowane źródła pisane z tego okresu, choć nie podają żadnych informacji o jego rządach. Beda Czcigodny w swej Historii kościelnej narodu angielskiego wymienia Tytila jako ojca Raedwalda i syna Wuffy. Z kolei walijski kronikarz Nenniusz podaje również imię drugiego z jego synów, Eni. Potwierdzeniem historyczności Tylila jest również zachowana lista genealogiczna władców Anglii Wschodniej, która wymienia jego imię wśród przodków króla Elfwalda.
Przybliżone daty panowania Tytila określane są na podstawie zapisów Rogera z Wendover Flores Historiarum. Jego panowanie rozpocząć się miało w 578 roku i trwać do około 600. Kolejnym władcą Anglii Wschodniej został Raedwald.